# Ilias Latina
L'Ilias Latina ("Iliade latina") è una breve riduzione in 1070 esametri latini dell'Iliade di Omero. 

## Datazione e attribuzione
Prodotta in età giulio-claudia, dovrebbe essere probabile opera di un retore o di un maestro di scuola. L'Ilias Latina è spesso attribuita ad un certo Publio Bebio Italico per via dei primi e degli ultimi versi che sono acrostici e che insieme si leggono: ITALICUS SCRIPSIT. Questi due acrostici, iniziale e finale furono individuati alla fine del secolo scorso.    
Si sarebbe  trattato, più che del suddetto Bebio, secondo gli studi della fine dell'Ottocento,  di  un'opera  giovanile  dell'autore  delle  Puniche, Silio Italico,  composta  al  tempo  di  Claudio,  verso  il  45-46  d.C.  Ma  questa  paternità  non  fu  mai  unanimemente  accettata,  anche se di quando in quando  ancora  oggi  se ne riaffacciano sostenitori.
Il testo fu particolarmente popolare nella tarda antichità e nel Medioevo: in quest'ultimo periodo ebbe una funzione di divulgazione e di surrogato provvisorio del poema omerico, prima che la cultura occidentale tornasse a praticare direttamente la poesia greca classica.